# Renină
Renina, sau angiotensinaza, este o enzimă implicată în sistemul renină-angiotensină-aldosteron, care mediază vasoconstricția și volumul plasmei sanguine.
Sinteza reninei de celulele aparatului juxta-glomerular renal apare ca răspuns la:
- scăderea tensiunii arteriale,
- hiperpotasemie,
- hiponatremie.

Renina este o proteină cu o lungime de 340 de resturi de aminoacizi și o greutate moleculară de 37 de kDa. Gena reninei se află pe brațul lung al cromozomului 1.
Renină este inițial sintetizată ca un precursor, pro-renina, eliberată în plasmă. Pro-renina este clivată în renina activă în aparatul juxta-glomerular. Renina poate fi activată fără clivare prin legarea la receptori specifici.
Rolul reninei este de a cataliza conversia angiotensinogenului în angiotensina I, care se va transforma in angiotensina II sub acțiunea enzimei de conversie pulmonare; angiotensina II are un rol metabolic clar: crește volemia prin: 
- vasoconstricție;
- determină senzația de sete;
- secreție de aldosteron și ADH.